# Seiza

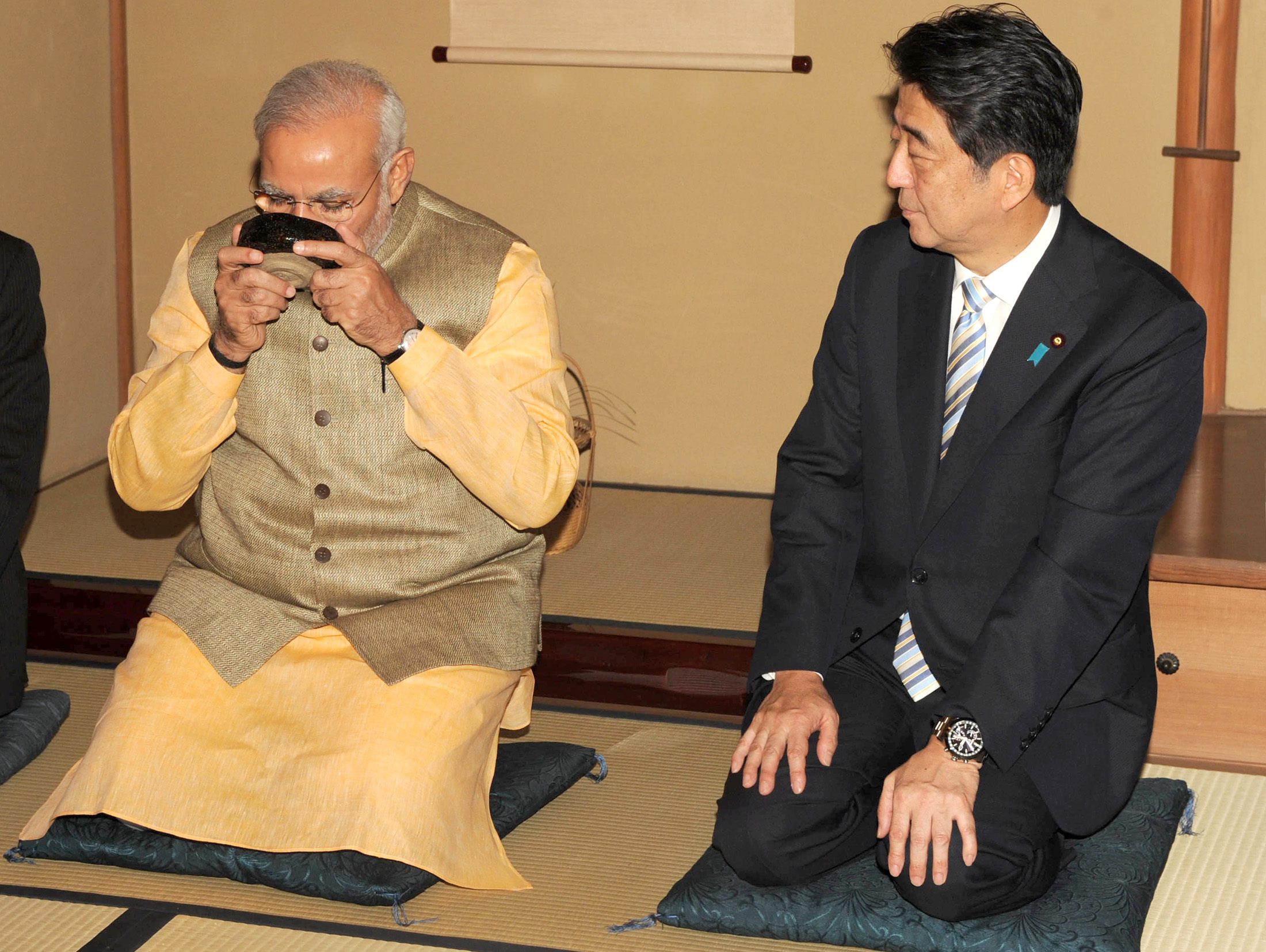
Naréndra Módí (premiér Indie) a Šinzó Abe (bývalý premiér Japonska) sedící ve stylu seiza během čajového obřadu

Seiza (正座 nebo 正坐, doslova „správné sezení“) je formální, tradiční způsob sezení v Japonsku.

## Forma
Pro sezení ve stylu seiza je třeba nejprve pokleknout na podlahu, složit nohy pod stehna a opřít se hýžděmi o paty. Kotníky se vytočí směrem ven, zatímco se špičky chodidel spouštějí dolů tak, aby byly špičky chodidel naplocho na podlaze, tvořily mírný tvar „V“ a palce se překrývaly, pravý vždy na levém, a nakonec se hýžděmi na chodidla dosedne úplně. V závislosti na okolnostech jsou ruce skromně složené v klíně nebo jsou položeny dlaní dolů na stehna s prsty těsně u sebe, nebo jsou položeny na podlahu podél boků, klouby jsou zaoblené a dotýkají se podlahy. Záda jsou rovná, i když ne nepřirozeně ztuhlá. Tradičně ženy sedí s koleny u sebe, zatímco muži je mírně oddělují. Některá bojová umění, zejména kendó, aikido a iaidó, mohou mužům předepisovat až dvě šířky pěstí mezi koleny.
Vstupování do posedu seiza a vystupování z něj se provádí s rozvahou. Existují kodifikované tradiční metody vstupu a výstupu z pozice sedu v závislosti na příležitosti a typu nošeného oděvu.